# Hubertus Tellenbach
Hubertus Tellenbach, auch Hubert Tellenbach (* 15. März 1914 in Köln; † 4. September 1994 in München), war ein deutscher Psychiater, der in einer Studie über Melancholie die psychiatrischen Begriffe der Endogenität und des Typus melancholicus entwickelte. Daneben erforschte er unter anderem die Vaterrolle in verschiedenen Gesellschaften.

## Leben
Tellenbach studierte von 1933 bis 1938 in Freiburg im Breisgau, Königsberg, Kiel und München parallel Medizin und Philosophie und promovierte in beiden Fächern. Prägend wurde dabei die Begegnung mit Martin Heidegger in Freiburg. Im Zweiten Weltkrieg war er als Truppenarzt eingesetzt und wurde gefangen genommen. Danach arbeitete er als Neurologe in München, wo er sich 1952 habilitierte. 1956 wechselte er nach Heidelberg und bekleidete dort seit 1958 eine außerordentliche Professur. In den Jahren der Studentenunruhen leitete er eine Fachgruppe Psychiatrie/Psychosomatik. Von 1971 bis zu seinem Ausscheiden aus der Klinik 1979 war er Ärztlicher Direktor der für ihn geschaffenen Abteilung Klinische Psychopathologie. Tellenbach ist der Vater des deutschen Prähistorischen Archäologen Michael Tellenbach.

## Psychiatrie und Daseinsanalyse

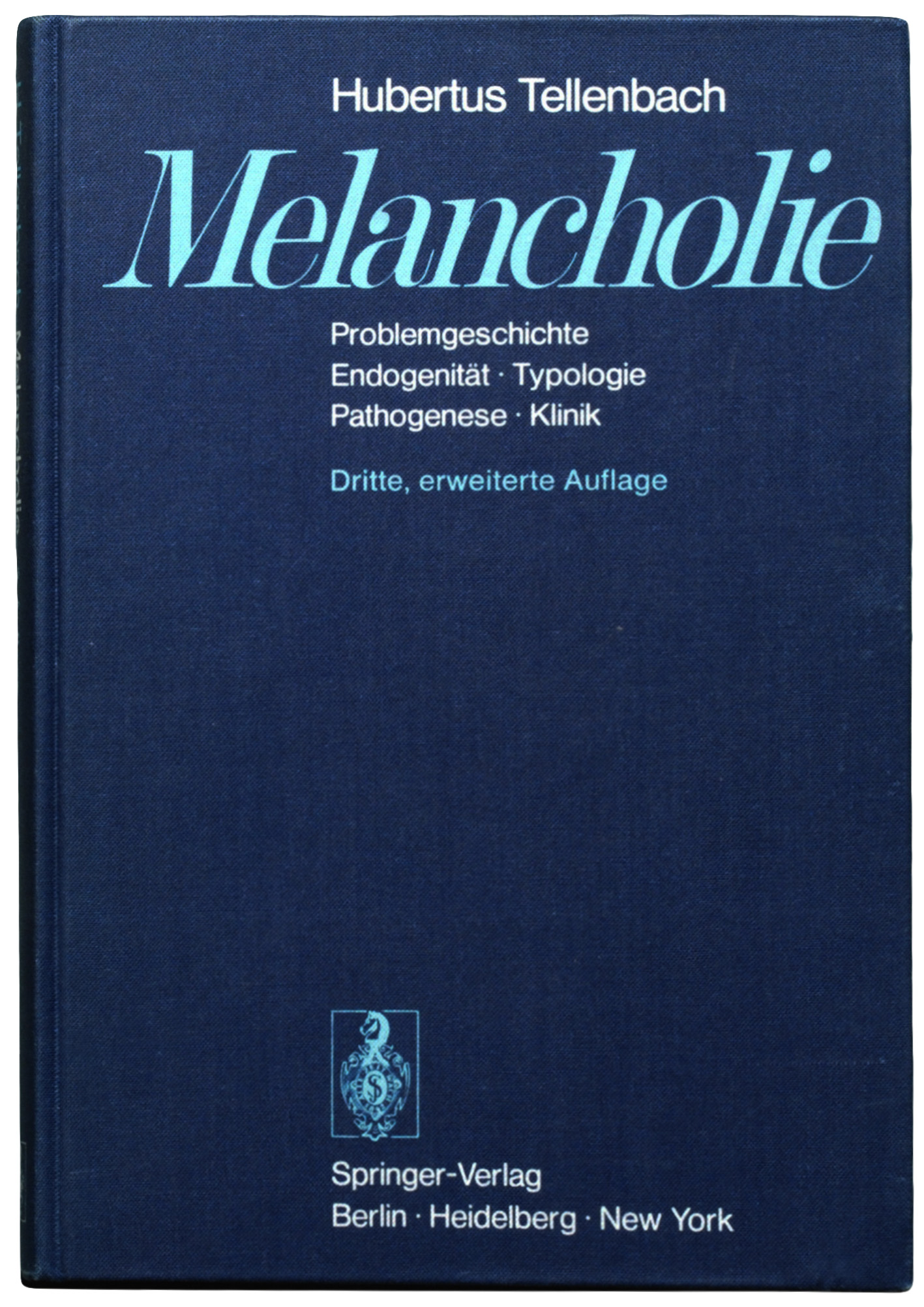
Dritte Auflage von Melancholie

Im Anschluss an seine Habilitation setzte sich Tellenbach intensiv mit psychiatrischen Ansätzen auseinander, vor allem mit der Daseinsanalyse Ludwig Binswangers, Victor-Emil von Gebsattels und Eugène Minkowskis und mit der phänomenologischen Psychologie Erwin W. Straus’. Er verfasste Arbeiten über das abgewandelte Raum- und Zeiterleben in der Melancholie, 1961 folgte seine umfangreiche, grundlegende Monographie Melancholie. Problemgeschichte, Endogenität, Typologie, Pathogenese, Klinik, die in mehrere Sprachen übersetzt wurde. Er beschrieb darin den Typus melancholicus, die zur Melancholie veranlagte Persönlichkeit, als auf Ordnungs- und Harmoniestrukturen festgelegt, und versuchte davon ausgehend zu einem allgemeinen Begriff der Endogenität, der Krankheitsverursachung durch eine bestimmte Daseinsverfassung, zu gelangen.
1969 veröffentlichte er eine Studie über Geschmack und Atmosphäre, in der er medizinische und kulturgeschichtliche Befunde verband. Seine Einschätzung, dass die Unruhen von 1968 sich als Reaktion der Studenten auf ihre Erfahrung mit ausweichend-unverbindlichen Vätern erklären ließen, führte zur Einrichtung einer Arbeitsgruppe, die die Vaterrolle in verschiedenen Gesellschaften untersuchte. Ihre Ergebnisse wurden in vier Bänden veröffentlicht.

## Schriften
- Aufgabe und Entwicklung im Menschenbild des jungen Nietzsche. Triltiach, Würzburg-Aumühle 1938.
- Melancholie. Zur Problemgeschichte, Typologie, Pathogenese und Klinik. Mit einem Geleitwort von V. E. von Gebsattel. Springer, Berlin/Göttingen/Heidelberg 1961. Untertitel der 2., erweiterten Auflage 1974: Problemgeschichte, Endogenität, Typologie, Pathogenese. In der 3. Auflage 1976 und der 4. Auflage 1983, die jeweils nochmals erweitert wurden: Problemgeschichte, Endogenität, Typologie, Pathogenese, Klinik. ebenda / New York / Tokyo, ISBN 3-540-11255-3.
- Hiob und das Problem der Selbstübersteigung. Einübung im Transzendieren als Prinzip einer psychotherapeutischen Melancholie-Prophylaxe. Stuttgart: Hippokrates 1963.
- Der Oralsinn als Ausdrucksfeld endogen-psychotischer Abwandlungen. In: Zentralblatt f. d. ges. Neurologie und Psychiatrie. 173/1963.
- Der Oralsinn und das Atmosphärische. In: Jahrbuch für Psychologie, Psychotherapie und medizinische Anthropologie. 12/1965.
- Geschmack und Atmosphäre. Medien menschlichen Elementarkontaktes. Salzburg: Otto Müller Verlag 1968.
- (Herausgeber:) Das Vaterbild in Mythos und Geschichte. Ägypten, Griechenland. Altes Testament, Neues Testament. Stuttgart u. a.: Kohlhammer 1976.
- (Herausgeber:) Das Vaterbild im Abendland. Stuttgart/Berlin/Köln/Mainz: Kohlhammer 1978.
  - Bd. 1: Rom, Frühes Christentum, Mittelalter, Neuzeit, Gegenwart.
  - Bd. 2: Literatur und Dichtung Europas.
- (Herausgeber:) Vaterbilder in Kulturen Asiens, Afrikas und Ozeaniens. Religionswissenschaft, Ethnologie. Stuttgart u. a.: Kohlhammer 1979.
- Zwang – Wahn – Schwermut – Melancholie: Dekompositionen normativer Daseinsweisen. In: Eduard Seidler, Heinz Schott (Hrsg.): Bausteine zur Medizingeschichte. Heinrich Schipperges zum 65. Geburtstag. Stuttgart 1984 (= Sudhoffs Archiv, Beiheft 24), S. 139–146.
- Psychiatrie als geistige Medizin, München: Verlag für angewandte Wissenschaft 1987, ISBN 3-922251-97-8.
- Schwermut, Wahn und Fallsucht in der abendländischen Dichtung, Hürtgenwald: Pressler, 1992, ISBN 3-87646-072-7.